# قاعدة سيدي سليمان الجوية
قاعدة سيدي سليمان الجوية وتعرف أيضا باسم القاعدة الخامسة لسلاح الجوي الملكي، هي قاعدة جوية تقع في مدينة سيدي سليمان بمنطقة جهة الرباط سلا القنيطرة في المغرب. تقع القاعدة على ارتفاع 55 متر فوق مستوى البحر وتحتوي على مدرج واحد ذو سطح إسفلتي يبلغ طوله 3445 متر.